# Cnodalia
Cnodalia is een geslacht van spinnen uit de  familie van de wielwebspinnen (Araneidae).

## Soorten
- Cnodalia ampliabdominis (Song, Zhang & Zhu, 2006)
- Cnodalia flavescens Mi, Peng & Yin, 2010
- Cnodalia harpax Thorell, 1890
- Cnodalia quadrituberculata Mi, Peng & Yin, 2010